# Медаль «За оборону Советского Заполярья»
Медаль «За оборону Советского Заполярья» учреждена Указом Президиума Верховного Совета СССР от 5 декабря 1944 года «Об учреждении медали «За оборону Советского Заполярья» и о награждении этой медалью участников обороны Советского Заполярья». Автор изображения медали — подполковник В. Алов с доработками художника А. И. Кузнецова.
Медалью «За оборону Советского Заполярья» награждались все участники обороны Заполярья — военнослужащие Красной Армии, Военно-Морского Флота и войск НКВД, а также лица из гражданского населения, принимавшие непосредственное участие в обороне. Периодом обороны Советского Заполярья считается 22 июня 1941 года — ноябрь 1944 года.
Медаль «За оборону Советского Заполярья» носится на левой стороне груди и при наличии других медалей СССР располагается после медали «За оборону Кавказа».
По состоянию на 1 января 1995 года медалью «За оборону Советского Заполярья» награждено приблизительно 353 240 человек.

## Учреждение
Инициатором учреждения медали был первый секретарь Мурманского обкома ВКП (б) Максим Иванович Старостин. 8 мая 1944 года он направил докладную записку в Президиум Верховного Совета, ЦК ВКП (б) и Государственный Комитет Обороны, в которой  написал: «Все людские и материальные ресурсы Мурманской области были мобилизованы на отпор врагу. Защите Мурманска были подчинены интересы 14-й армии, военно-морского флота, советских, партийных и хозяйственных организаций». Старостин написал также о героическом труде и вкладе в победу над врагом портовиков и железнодорожников, строителей, горняков и металлургов области. «Всего сейчас не сочтешь, но одно ясно, что успешная защита города Мурманска и ее результаты сыграли немаловажную роль в обороноспособности нашей Родины».
5 декабря 1944 года медаль с названием «За оборону Советского Заполярья» была учреждена Указом Президиума Верховного Совета СССР.

## Положение о медали
Медалью «За оборону Советского Заполярья» награждаются все участники обороны Заполярья — военнослужащие Красной Армии, Военно-Морского Флота и войск НКВД, а также лица из гражданского населения, принимавшие непосредственное участие в обороне. Периодом обороны Советского Заполярья считается 22 июня 1941 года — ноябрь 1944 года.
Вручение медалей производится от имени Президиума Верховного Совета СССР на основании документов, удостоверяющих фактическое участие в обороне Заполярья, выдаваемых командирами войсковых частей, начальниками военно-лечебных заведений и Мурманскими областным и городским Советами депутатов трудящихся.
Вручение производится:
- лицам, находящимся в войсковых частях Красной Армии, Военно-Морского Флота и войск НКВД, — командирами войсковых частей, а лицам, выбывшим из состава армии и флота, — областными, городскими и районными военными комиссарами по месту жительства награждённых;
- лицам из гражданского населения — участникам обороны Советского Заполярья — Мурманскими областным и городским Советами депутатов трудящихся.

В соответствии с Положением вручение медали «За оборону Советского Заполярья» производится:
- военнослужащим и вольнонаемным частей, соединений и учреждений Красной Армии, Военно-Морского Флота и войск НКВД, фактически участвовавших в обороне Советского Заполярья не менее 6 месяцев;
- военнослужащим и вольнонаемным частей и соединений, участвовавшим в операциях с 20 сентября по 1 ноября 1944 года, независимо от продолжения пребывания в этих частях и соединениях;
- рабочим, служащим и другим лицам из гражданского населения, непосредственно участвовавшим в обороне Советского Заполярья не менее 6 месяцев.

Участникам обороны Советского Заполярья, как из числа военнослужащих, так и из гражданского населения, получившим в период обороны ранения или награждённым в период обороны Советского Заполярья орденами или медалями СССР, медаль «За оборону Советского Заполярья» вручалась независимо от срока участия в обороне.
Медаль «За оборону Советского Заполярья» носится на левой стороне груди и при наличии других медалей СССР располагается после медали «За оборону Кавказа».

## Описание медали
Медаль «За оборону Советского Заполярья» изготовляется из латуни и имеет форму правильного круга диаметром 32 мм.
На лицевой стороне медали погрудное изображение бойца в полушубке и шапке-ушанке с пистолетом-пулемётом ППШ. Слева за фигурой бойца виднеются очертания боевого судна. В верхней части медали по обе стороны бойца — силуэты самолётов. В нижней части медали изображения танков. По окружности медали надпись в рамке «ЗА ОБОРОНУ СОВЕТСКОГО ЗАПОЛЯРЬЯ». Внизу рамки лента с пятиконечной звёздочкой на ней. В центре звёздочки — серп и молот.
На оборотной стороне медали надпись «ЗА НАШУ СОВЕТСКУЮ РОДИНУ». Над надписью изображение серпа и молота.
Все надписи и изображения на медали выпуклые.
Медаль при помощи ушка и кольца соединяется с пятиугольной колодкой, обтянутой шёлковой муаровой лентой голубого цвета шириной 24 мм. Посередине ленты зелёная полоска шириной 6 мм. Края ленты и зелёной полоски окаймлены узкими белыми полосками.

## Иллюстрации

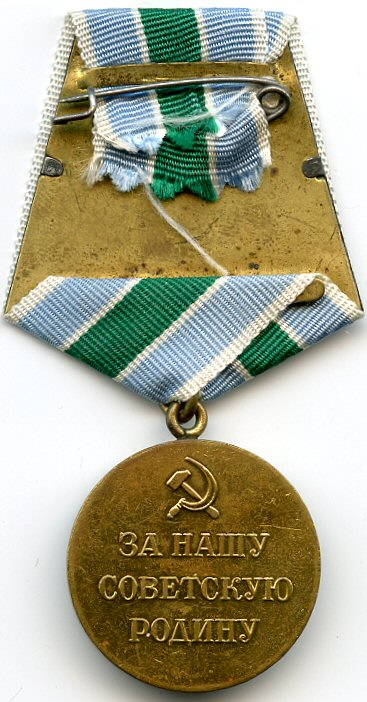
Реверс медали
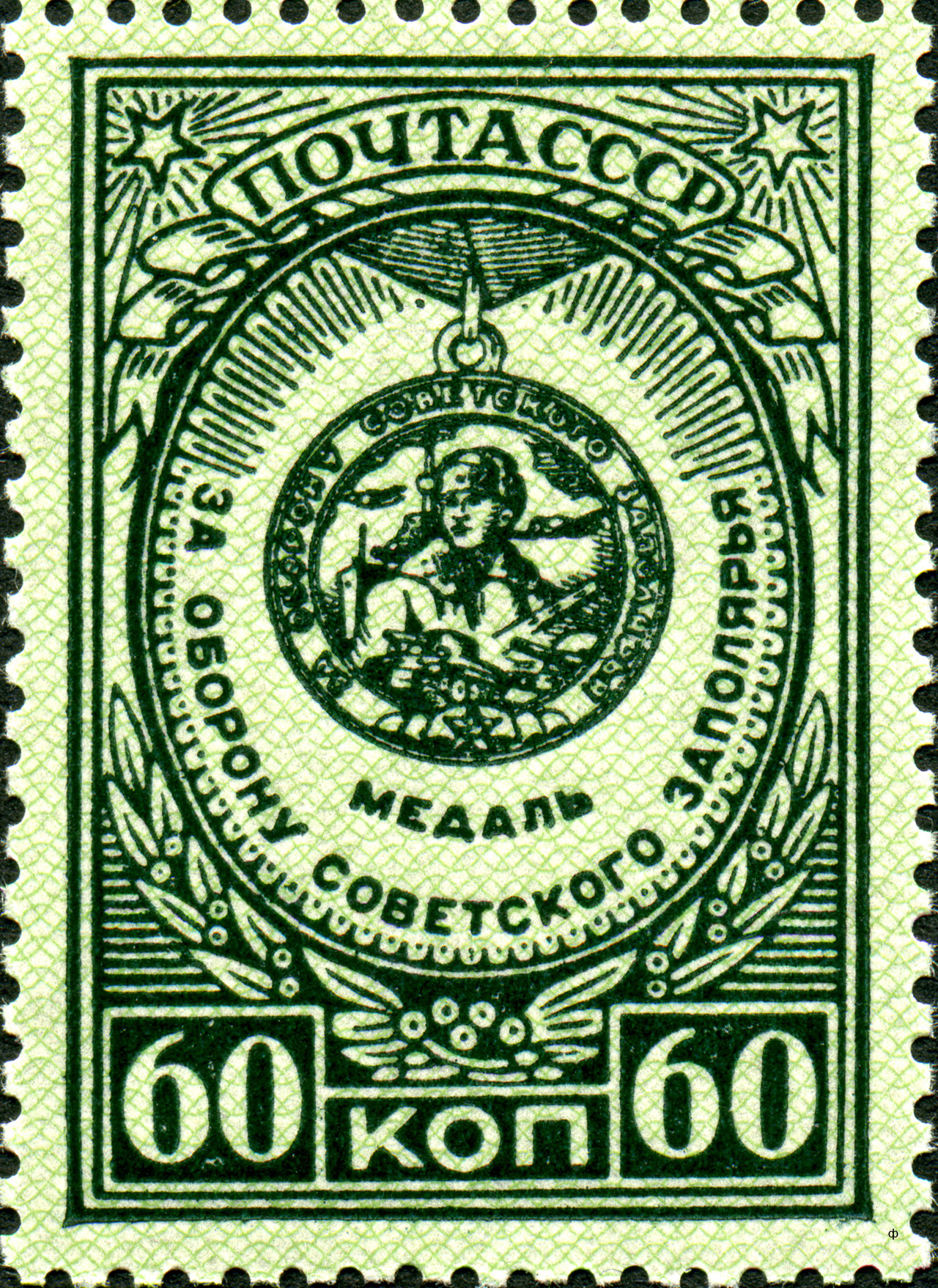
Почтовая марта СССР
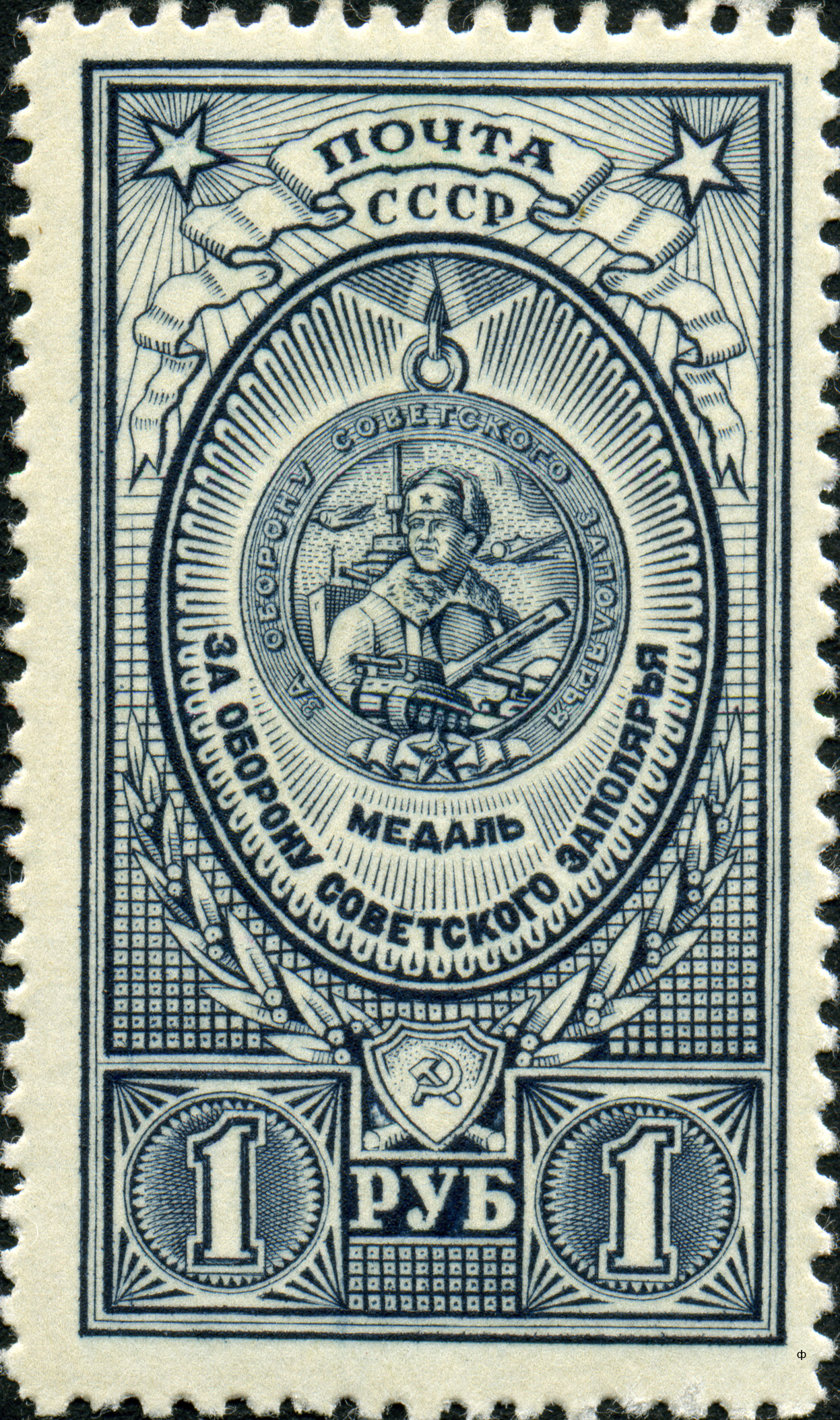
Почтовая марта СССР
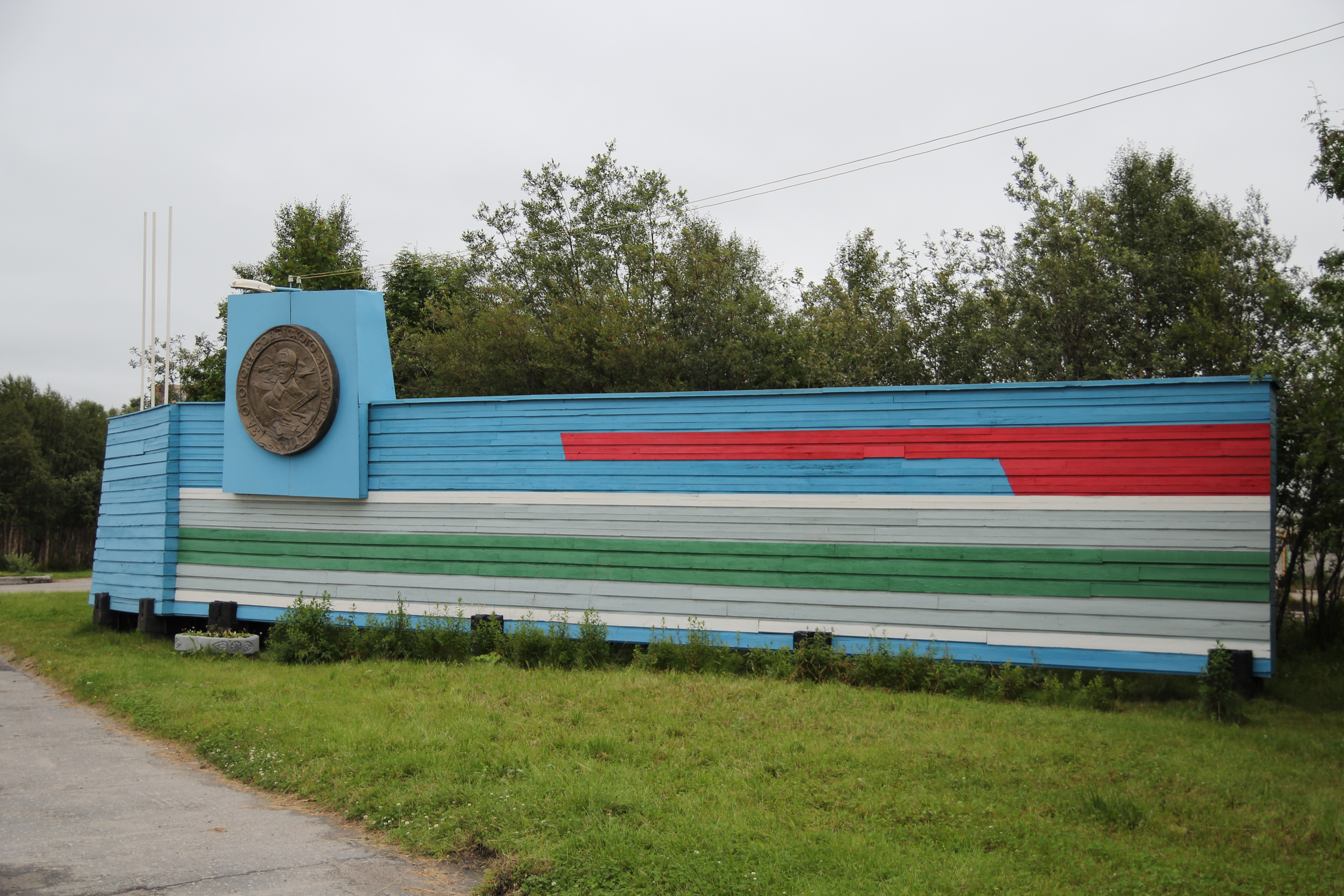
Изображение медали на въезде в Мурманск